# Ahmad Abu Al-Soud
Ahmad Abu Al-Soud (en arabe : احمد ابو السعود), né le 5 juillet 1995 à Amman, est un gymnaste artistique jordanien. Spécialiste du cheval d'arçons, il est le premier médaillé d'un pays arabe à avoir gagné une médaille aux championnats du monde.

## Carrière
Ahmad Abu Al-Soud remporte en 2019 le titre de champion d'Asie sur son agrès de prédilection, le cheval d'arçons. En 2021, il ajoute une médaille d'or lors des Jeux de la solidarité islamique de 2021.
En juin 2022, il conserve son titre aux championnats asiatiques de gymnastique artistique à Doha au Qatar. En octobre, il se qualifie en final du cheval d'arçons aux championnats du monde 2022 à Liverpool, ce qui est déjà une première pour un jordanien ; Abu Al Soud remporte ensuite la médaille d'argent derrière le gymnaste irlandais Rhys McClenaghan.
L'année suivante, il est battu par le kazakh Nariman Kurbanov pour le titre continental. Il se qualifie une nouvelle fois en finale des championnats du monde 2023 et monte une nouvelle fois sur le podium avec la médaille de bronze, épreuve une nouvelle fois remporté par McClenaghan.